# Decatropis coulteri
Decatropis coulteri là một loài thực vật có hoa trong họ Cửu lý hương. Loài này được Hook.f. mô tả khoa học đầu tiên năm 1862.